# Secatoag

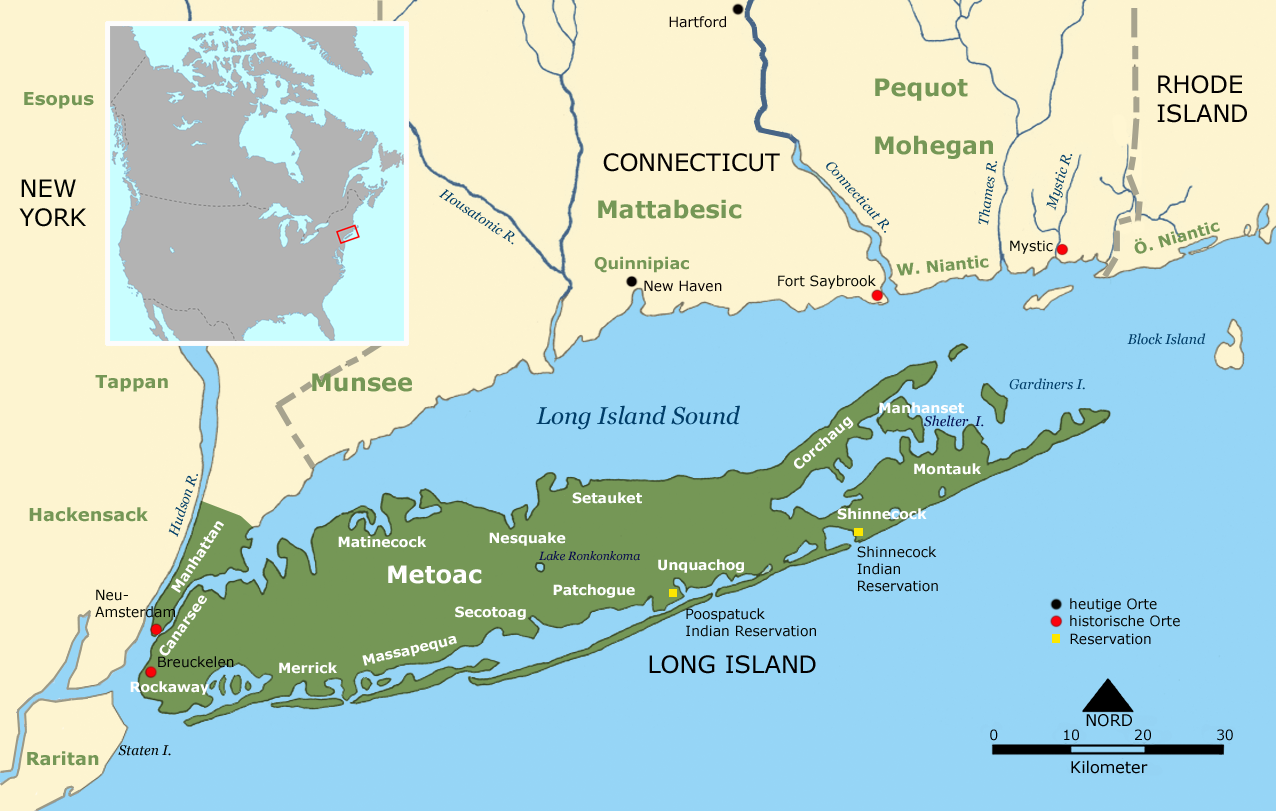
Wohngebiet der Secatoag und benachbarter Stämme um 1600

Die Secatoag waren einer von 14 Algonkin sprechenden Indianerstämmen auf Long Island im US-Bundesstaat New York und lebten zu Beginn des 17. Jahrhunderts an der Great South Bay an der Südküste der Insel, etwa dort, wo heute die Stadt Sayville im Suffolk County liegt. Sie sprachen vermutlich Quiripi-Unquachog, einen Algonkin-Dialekt, der von den Stämmen im zentralen Long Island und westlichen Connecticut gesprochen wurde.

## Lebensweise
Das Wohngebiet dehnte sich etwa bis zum Zentrum der Insel aus und hieß Winnecomac in der Sprache der Ureinwohner, das freundliches Land bedeutet. Das flache Land besaß einen äußerst fruchtbaren Boden, mit dichten Eichenwäldern und reichem Fisch- und Wildbestand.
Die Secatoag ernährten sich vorwiegend von Fisch, Muscheln, Wild und Mais, der in Waldlichtungen von Frauen angebaut wurde. Im Frühling begannen sie mit dem Anpflanzen von Mais in kleinen Hügeln, indem sie je 4 Körner in jeden Hügel legten und Fischköpfe als Dünger hinzugaben. Mitte des Sommers konnte man Squash, Bohnen und den ersten grünen Mais ernten, die Haupternte fand allerdings nicht vor September statt. Offensichtlich bildeten diese verschiedenen Pflanzen eine ideale Symbiose: Die Bohnen zwischen dem Mais reicherten den Boden mit Stickstoff an, den der Mais benötigte, während die kräftigen Maisstengel den kletternden Bohnenranken den notwendigen Halt boten. Der am Boden wachsende Squash bekam vom Mais den notwendigen Schatten, um zu reifen. Bohnen, Mais und Squash wurden häufig zusammen verzehrt und erhöhten damit die Proteinaufnahme. Die Indianer erfanden das noch heute unter dem Algonkin-Namen Succotash bekannte Gemüsegericht.
Während einige Wächter zurückblieben, um Unkraut zu jäten und die jungen Pflanzen vor Vögeln und Wildtieren zu schützen, zog die Mehrheit der Dorfbewohner an die Küste, um Muscheln und Austern zu sammeln und Fische zu fangen.
Im Herbst ging man zurück in die Dörfer, die im Inneren der Insel im Schutz der dichten Wälder lagen. Hier wurden die Ernte-Überschüsse für den Winter eingelagert, bevor man in kleinen Gruppen vor dem Wintereinbruch auf die Jagd ging. Hirsche waren das wichtigste Wild und wurden entweder von einzelnen Jägern erlegt, oder aber in gemeinschaftlichen Aktionen in speziell für diese Zwecke gebaute Pferche getrieben.
Die Long-Island-Stämme pflegten friedliche Beziehungen untereinander, während das Verhältnis zu den mächtigen Stämmen auf dem nahen Festland, den Pequot, Mohican, Narraganset und Wampanoag, alles andere als freundschaftlich war. Diese kamen mit Kanus über den Long-Island-Sund, um die Inselbewohner zu überfallen und zu Tributzahlungen in Form von Wampum zu verpflichten. Dieser war zeitweilig offizielles Zahlungsmittel in den Kolonien und besonders der auf der Insel hergestellte Wampum erfreute sich hoher Wertschätzung bei den Festlandbewohnern und weckte deren Begehrlichkeit.
Im Jahre 1692 haben die Secatoag ihr Land an zwei weiße Farmer verkauft. Die Identität des Stammes gilt als erloschen, da die letzten Überlebenden im 18. Jahrhundert zu benachbarten Stämmen zogen und sich mit ihnen vermischten.

## Moderne Legende
In Sayville erzählt man sich eine Moderne Legende (engl.: Urban legend), in der eine indianische Prinzessin vom Stamme der Secatoag die Hauptrolle spielt:
Die Prinzessin vom Lake Rokonkoma: Es gibt auf Long Island einen sehr, sehr tiefen See, den Lake Rokonkoma. Die Kinder dort glauben, dass er bodenlos ist. Bevor die Weißen diese Gegend besiedelten, lebten hier Indianer vom Stamme der Secatoag. Bei dem Stamm war eine Prinzessin, die einen indianischen Prinzen von der anderen Seite des Flusses liebte. Es war ihr aber verboten, dorthin zu gehen. Eines Tages trafen sich die beiden, und fuhren in einem Kanu zum Lake Rokonkoma, um sich im Dunkeln zu lieben. Doch die Geister waren ihnen nicht wohl gesinnt, weil Menschen von den gegenüberliegenden Seiten des Flusses sich nicht paaren sollten. Ihr Boot versank und mit ihm die Körper der beiden Liebenden - und sanken immer tiefer in den bodenlosen See. Und so tötet die zornige indianische Prinzessin jedes Jahr ein liebendes Paar und schickt ihre Seelen in die Tiefe des Sees. Tatsächlich stirbt in jedem Jahr ein junges Paar in Sayville.